# Meripilus
Meripilus is een geslacht van schimmels behorend tot de familie Meripilaceae. De typesoort is Meripilus giganteus.
De geslachtsnaam combineert de oude Griekse woorden μερίς ("deel" of "gedeelte") en πῖλος ("hoed").

## Soorten
Het geslacht telt zes soorten (peildatum augustus 2023):
| Soortnaam                        | Auteur(s)                       | Publicatiejaar | Gebied                  |
| -------------------------------- | ------------------------------- | -------------- | ----------------------- |
| Meripilus applanatus             | Corner                          | 1984           | Britse Salomonseilanden |
| Meripilus giganteus (Reuzenzwam) | (Pers.) P. Karst.               | 1882           | Europa, Azië            |
| Meripilus maculatus              | Corner                          | 1984           | Sumatra                 |
| Meripilus sumstinei              | (Murrill) M.J. Larsen & Lombard | 1988           | Noord-Amerika           |
| Meripilus tropicalis             | Guzmán & Pérez-Silva            | 1975           | Mexico                  |
| Meripilus villosulus             | Corner                          | 1984           | Malakka                 |